# Rudy Sarzo
Rudy Sarzo, (18. november 1950 på Cuba), er bassist. Sarzo har været en professionel bassist i over 30 år og har spillet med Dio, Ozzy Osbourne, Quiet Riot og Whitesnake.

## Diskografi

### Med Ozzy Osbourne
- Diary Of A Madman (1981)
- Speak of the Devil (1982)
- Tribute (1987)

### Med Quiet Riot
- Metal Health (1983)
- Condition Critical (1984)
- Guilty Pleasures (2001)

### Med Whitesnake
- Slip Of The Tongue (1989)
- Whitesnake's Greatest Hits (1994)

### Med Manic Eden
- Manic Eden (1994)

### Med Dio
- Holy Diver - Live (2006)